# Trương Hoành Sâm
Trương Hoành Sâm (tiếng Trung giản thể: 张宏森, bính âm Hán ngữ: Zhāng Hóngsēn, sinh tháng 8 năm 1964, người Hán) là nhà văn, chính trị gia nước Cộng hòa Nhân dân Trung Hoa. Ông là Ủy viên Ủy ban Trung ương Đảng Cộng sản Trung Quốc khóa XX, hiện là Bí thư Đảng tổ, Phó Chủ tịch, Bí thư Ban Bí thư Hiệp hội Nhà văn Trung Quốc. Ông từng là Thường vụ Tỉnh ủy, Bộ trưởng Bộ Tuyên truyền Tỉnh ủy Hồ Nam; Thành viên Đảng tổ, Phó Cục trưởng Tổng cục Phát thanh Truyền hình Quốc gia, Cục trưởng Cục Điện ảnh Trung Quốc.
Trương Hoành Sâm là đảng viên Đảng Cộng sản Trung Quốc, học vị Cử nhân Trung văn. Ông có sự nghiệp đa phần ở lĩnh vực văn học, biên kịch, quản lý điện ảnh trong và ngoài chính trường Trung Quốc.

## Xuất thân và giáo dục
Trương Hoành Sâm sinh vào tháng 8 năm 1964 tại chuyên khu Truy Bác, nay là địa cấp thị Truy Bác, tỉnh Sơn Đông, Cộng hòa Nhân dân Trung Hoa. Ông lớn lên và tốt nghiệp cao trung ở Truy Bác, đến tháng 9 năm 1980 thì theo học Trường chuyên khoa Sư phạm Truy Bác (trường được sáp nhập vào Học viện Truy Bác và nay là Đại học Công nghệ Sơn Đông), chuyên ngành Trung văn học và tốt nghiệp năm 1983. Ông được kết nạp Đảng Cộng sản Trung Quốc vào tháng 2 năm 1988.

## Sự nghiệp
Tháng 7 năm 1983, sau khi tốt nghiệp trước Truy Bác, Trương Hoành Sâm được phân vào làm việc là Liên đoàn Văn học Nghệ thuật Truy Bác của Sơn Đông, là biên tập và nhà văn chuyên nghiệp giai đoạn 1983–94, được bầu làm Phó Chủ tịch Liên đoàn Truy Bác vào năm 1994. Năm 1997, ông được điều tới Trung tâm Chế tác Kịch, Truyền hình và Điện ảnh Sơn Đông làm Ủy viên Đảng ủy, Bí thư Chi bộ, Chủ nhiệm Ảnh Thị (điện ảnh và truyền hình) cấp chính xứ. Sau đó 1 năm thì ông được thăng chức là Phó Chủ nhiệm Trung tâm này và vẫn kiêm nhiệm phụ trách điện ảnh, truyền hình, rồi giữ chức Tổng giám Nghệ thuật của trung tâm từ năm 2002, đồng thời được bầu làm Phó Chủ tịch Liên đoàn Văn học Nghệ thuật Sơn Đông. Năm 2003, Trương Hoành Sâm được điều tới Tổng cục Phát thanh Truyền hình và Điện ảnh Quốc gia, bổ nhiệm làm Phó Cục trưởng Cục Quản lý Điện ảnh, Thành viên của phân Đảng tổ đơn vị này. Năm 2008, ông là Phó Bí thư Đảng tổ, vẫn là Phó Cục trưởng và được kiêm nhiệm làm Thanh tra của cục từ năm 2009. Đến năm 2013, sau 10 năm ở Cục Quản lý Điện ảnh, ông được thăng chức là Bí thư Đảng tổ, Cục trưởng. Cũng trong năm này, tổng cục được cải tổ thành Tổng cục Báo chí, Xuất bản, Phát thanh, Truyền hình Quốc gia, ông được điều chuyển làm Cục trưởng Cục Điện ảnh của tổng cục mới, rồi thăng chức làm Phó Cục trưởng của Tổng cục vào ngày 14 tháng 3 năm 2017. Tháng 3 năm 2018, tổng cục một lần nữa được cải tổ thành Tổng cục Phát thanh Truyền hình Quốc gia, ông tiếp tục là Thành viên Đảng tổ, Phó Cục trưởng của Tổng cục, cấp phó bộ trưởng. Trong thời kỳ hoạt động nghệ thuật, ông tham gia các đoàn thể nghệ thuật, là Ủy viên Hiệp hội Nhà văn Trung Quốc khóa VI, VII, VIII, IX từ 2001; Lý sự, Cố vấn của Hiệp hội Điện ảnh gia Trung Quốc khóa VIII, IX, X từ 2008; Phó Chủ tịch, Cố vấn của Hiệp hội Nghệ thuật truyền hình gia Trung Quốc khóa III, IV, V, VI.
Tháng 9 năm 2019, Trương Hoành Sâm được điều về tỉnh Hồ Nam, chỉ định vào Ủy ban Thường vụ Tỉnh ủy, nhậm chức Bộ trưởng Bộ Tuyên truyền Tỉnh ủy Hồ Nam. Sang tháng 6 năm 2021, ông được điều sang đoàn thể nhân dân, phân công làm Bí thư Đảng tổ Hiệp hội Nhà văn Trung Quốc, cấp chính bộ trưởng. Trong kỳ đại hội của hội tác gia vào cuối năm, ông được bầu làm Bí thư Ban Bí thư, Phó Chủ tịch của Hiệp hội Nhà văn. Cuối năm 2022, ông tham gia Đại hội Đảng Cộng sản Trung Quốc lần thứ XX từ đoàn đại biểu khối cơ quan trung ương Đảng và Nhà nước. Trong quá trình bầu cử tại đại hội, ông được bầu là Ủy viên Ủy ban Trung ương Đảng Cộng sản Trung Quốc khóa XX.

## Tác phẩm
Trong sự nghiệp văn học, Trương Hoành Sâm đã sáng tác những tác phẩm, trong đó có tiểu thuyết Mặt Trời và Rắn, Cuồng điểu, Chủ nhiệm xưởng, Đại pháp quan, kịch bản của phim truyền hình Cảnh sát miền Tây, Đại pháp quan. Kịch bản Chủ nhiệm xưởng của ông được trao Giải Kim Ưng về Kịch bản xuất sắc nhất, Giải Phi thiên về Biên kịch xuất sắc nhất năm 1997; tiểu thuyết Chủ nhiệm xưởng, Đại pháp quan được trao giải "Năm trong một Công trình" của Bộ Tuyên truyền Trung ương Đảng Cộng sản Trung Quốc năm 1996, 1997.